# Piano trasversale

Piano sagittale, piano frontale e piano trasversale.

Il piano trasversale, o assiale taglia il corpo in due metà, una superiore e una inferiore; è uno dei principali piani anatomici.

## Anatomia umana
I movimenti su questo piano son quelli di rotazione.
- Nel caso del rachide si parla di rotazione destra o sinistra.
- Si parla di intrarotazione in caso di movimento che porti la faccia anteriore dell'arto (quella rivolta verso l'osservatore) medialmente, mentre l'extrarotazione porta tale faccia lateralmente.
- Nel caso della mano si indica come pronazione il movimento che, a braccio flesso a 90°, porta il palmo delle mani verso il basso, mentre la supinazione è il contrario.
- Nel caso del piede per pronazione si intende il movimento che porta la pianta verso l'esterno, mentre la supinazione porta la pianta medialmente.